# Sesia huaxica
Sesia huaxica is een vlinder uit de familie wespvlinders (Sesiidae), onderfamilie Sesiinae.
Sesia huaxica is voor het eerst wetenschappelijk beschreven door Xu in 1995. De soort komt voor in het Palearctisch gebied.